# 정부 예산
정부 예산(政府豫算, government budget)은 종종 회계 연도라고 불리는 특정 기간 동안 정부의 수입과 지출을 예측한 것으로, 역년과 일치할 수도 있고 일치하지 않을 수도 있다. 정부 수입에는 대부분 세금(예: 상속세, 소득세, 법인세, 수입세)이 포함되는 반면, 지출은 정부 지출(예: 의료, 교육, 국방, 기반 시설, 사회 복지)로 구성된다. 정부예산은 정부나 기타 정치단체가 준비한다. 대부분의 의회 시스템에서 예산은 입법부에 제출되며 종종 입법부의 승인이 필요하다. 이 예산을 통해 정부는 경제 정책을 시행하고 프로그램 우선순위를 실현한다. 예산이 승인되면 개별 지부의 자금 사용은 정부 부처 및 기타 기관의 손에 넘어간다. 국가 예산의 수입은 주로 세금, 관세, 수수료 및 기타 수입으로 구성된다. 국가 예산 지출은 법률이나 헌법에 규정된 국가 활동을 포함한다. 예산 자체로는 정부 프로그램에 예산을 충당하지 못하므로 추가적인 입법 조치가 필요하다. 예산이라는 단어는 고대 프랑스어 bougette(부제트, "작은 가방")에서 유래되었다.

## 같이 보기
- 대한민국 정부의 예산
- 미국 연방정부의 예산(영어판)
  - 예산 시쿼스트레이션(영어판)
  - 2013년 미국 예산 시쿼스트레이션(영어판)